# Stiepan Garanin
Stiepan Nikołajewicz Garanin (ros. Степан Николаевич Гаранин, ur. 30 listopada?/12 grudnia 1898 na Białorusi, zm. 3 lipca 1950) – funkcjonariusz radzieckich służb specjalnych, naczelnik Północno-Wschodnich Obozów Pracy (Siewwostłagu) w latach 1937-1938.

## Życiorys
Był narodowości rosyjskiej, dokładne miejsce jego urodzenia jest nieznane. Miał wykształcenie średnie. Brał udział w I wojnie światowej jako podoficer, w 1918 wstąpił do Armii Czerwonej, a w 1919 do RKP(b). Walczył w wojnie domowej w Rosji i w wojnie z Polską, 1920-1921 przebywał w polskiej niewoli, skąd wrócił po traktacie ryskim. Później służył w wojskach pogranicznych OGPU, następnie pracował w NKWD, od grudnia 1937 do września 1938 pełnił funkcję naczelnika Siewwostłagu, czyli Północno-Wschodnich Obozów Pracy (Kołyma). Był znany ze szczególnie okrutnego traktowania więźniów. We wrześniu 1938 został aresztowany, następnie skazany na 8 lat pozbawienia wolności, karę odbywał w Pieczorskim Obozie Pracy. W czasie wojny ZSRR z Niemcami przedłużono mu pobyt w łagrze, w którym Garanin ostatecznie zmarł w 1950.